# Eurybunus spinosus
Eurybunus spinosus is een hooiwagen uit de familie Globipedidae.